# Ichneumon posticus
Ichneumon posticus là một loài tò vò trong họ Ichneumonidae.